# Комеріо (Пуерто-Рико)
Комеріо (ісп. Comerío, МФА: [komeˈɾi.o]) — муніципалітет Пуерто-Рико, острівної території у складі США. Заснований 12 червня 1826 року.

## Географія
Площа суходолу муніципалітету складає 73 км² (57-е місце за цим показником серед 78 муніципалітетів Пуерто-Рико).

## Демографія
Станом на 2010 рік на території муніципалітету мешкало 20 778 ос.
Динаміка чисельності населення:

## Населені пункти
Найбільші населені пункти муніципалітету Комеріо:
| Населений пункт | Статус | Населення :   | Населення :   | Населення :   |
| Населений пункт | Статус | на 01.04.1990 | на 01.04.2000 | на 01.04.2010 |
| --------------- | ------ | ------------- | ------------- | ------------- |
| Комеріо         | Місто  | 4 978         | 4 478         | 4 020         |
| Паломас         | Селище | 1 833         | 1 742         | 1 652         |